# Oblast Astrachan
De oblast Astrachan (Russisch: Астраханская область, Astrachanskaja oblast) is een oblast (bestuurlijke eenheid) in het zuidoosten van Europees Rusland. Het bestuurlijk centrum en enige plaats van betekenis is de stad Astrachan, met iets meer dan een half miljoen inwoners in 2004.

## Geografie
De oblast Astrachan grenst aan de Kaspische Zee en ligt aan de onderloop van de rivier de Wolga. De oblast Astrachan grenst in het oosten aan Kazachstan en binnen Rusland met de autonome republiek Kalmukkië en de oblast Wolgograd.
Het gebied is grotendeels vlak en ligt voor een deel onder de zeespiegel (-3 tot -30 meter). Het zoutmeer Baskoentsjak ligt er naast het strikte natuurreservaat Zapovednik Bogdinsko-Baskoentsjakski. Dit natuurreservaat ligt op de Grote Bogdo, die met zijn 149,6 meter boven zeeniveau het hoogste punt vormt binnen de Kaspische Laagte.
Het gebied kent een vochtig continentaal klimaat, met een hoge luchtvochtigheid en een lage hoeveelheid neerslag. Het noordelijke gedeelte is een steppegebied.

## Geschiedenis
Het gebied waar de oblast Astrachan tegenwoordig ligt was tot 1717 onderdeel van het gouvernement Kazan. Na het ontstaan van het gouvernement Astrachan (vaak aangeduid als de kraj Astrachan) in dat jaar, raakte dit nieuwe gouvernement langzamerhand steeds meer gebied kwijt aan andere gebieden van het Russische Rijk. In 1917 grensde het aan de gouvernementen Saratov, Samara, Stavropol, de voisko's van de Don-Kozakken en van de Oeral-Kozakken, de oblast Terek en de Kaspische Zee. Onder het gebied vielen ook de Kalmukken-steppe en de Kirgiezen-steppe. Na de Russische Revoluties, vanaf 1919 veranderde het gebied frequent van vorm. In de jaren 30 van de 20e eeuw, na het ontstaan van de Sovjet-Unie, werd het gouvernement opgeheven. Nadat het aanvankelijk een grensregio was (межрайон; mezjrajon), werd het vervolgens tot onderdeel van de oblast Stalingrad gemaakt. De huidige oblast ontstond op 27 december 1943. De oblast verkreeg haar huidige omvang in 1957.

## Economie
De economie bestaat al sinds de 4e eeuw uit visserij, waarbij op steur (Acipenser sturio), sterlet (Acipenser ruthenus) en beloegasteur (Huso huso) wordt gevist in de rivier de Wolga. Binnen de regio is men sterk gespecialiseerd in de verwerking van deze vis.
Verder bevindt zich een aantal gas- en olievelden in het gebied, waaruit momenteel wordt gewonnen en waarvan er nog steeds meer worden ontdekt. De gelijknamige stad is een goed ontwikkelde industrie- en havenstad die vooral exporteert naar Iran. Naar tonnage gemeten is het de tweede haven van Rusland. De stad heeft de economische crisis van de jaren 1990 goed doorstaan en de regio behoort tot de sterkst ontwikkelde regio's van het land. De industrie bestaat uit scheepsbouw, lichte industrie, voedingsmiddelenindustrie, machinebouw en metaalbewerkingsindustrie.

## Demografie
In het dunbevolkte gebied vormen Russen de grootste bevolkingsgroep (72%), gevolgd door de Kazachen (13%) en de Tataren (7%).
| 1926    | 1939    | 1959    | 1970    | 1979    | 1989    | 2002      |
| ------- | ------- | ------- | ------- | ------- | ------- | --------- |
| 510.386 | 683.000 | 701.974 | 867.483 | 915.448 | 991.521 | 1.005.276 |

## Districten
De oblast Astrachan bestaat uit de volgende districten (Russisch: районы, rajons):
- Achtoebinski (Ахтубинский)
- Charabalinski (Харабалинский)
- Ikrjaninski (Икрянинский)
- Jenotajevski (Енотаевский)
- Kamyzjakski (Камызякский)
- Krasnojarski (Красноярский)
- Limanski (Лиманский)
- Narimanovski (Наримановский)
- Privolzjski (Приволжский)
- Tsjernojarski (Черноярский)
- Volodarski (Володарский)